# Zlaté Hory (Olomouc)
Zlaté Hory (tot 1948 Cukmantl, Duits: Zuckmantel) is een Tsjechische stad in de regio Olomouc, en maakt deel uit van het district Jeseník. Zlaté Hory telt 3668 inwoners (2023). Voor het grootste deel ligt Zlaté Hory in Tsjechisch Silezië, maar voor een klein deel ook in Moravië.
Zlaté Hory was tot 1945 een plaats met een overwegend Duitstalige bevolking. Na de Tweede Wereldoorlog werd de Duitstalige bevolking verdreven.

## Geschiedenis
- 1263 – De eerste (directe) schriftelijke vermelding van Zlaté Hory als Cucmantel.
- 1996 – De stad Zlaté Hory wordt administratief overgeheveld van het district Bruntál naar het nieuw gevormde district Jeseník.[1]

Bělá pod Pradědem ·
Bernartice ·
Bílá Voda ·
Černá Voda ·
Česká Ves ·
Hradec-Nová Ves ·
Javorník ·
Jeseník ·
Kobylá nad Vidnavkou ·
Lipová-lázně ·
Mikulovice ·
Ostružná ·
Písečná ·
Skorošice ·
Stará Červená Voda ·
Supíkovice ·
Uhelná ·
Vápenná ·
Velká Kraš ·
Velké Kunětice ·
Vidnava ·
Vlčice ·
Zlaté Hory ·
Žulová